# Vecsés-Kertekalja
Vecsés-Kertekalja (węg. Vecsés-Kertekalja megállóhely) – przystanek kolejowy w Vecsés, w komitacie Pest, na Węgrzech. 
Przystanek znajduje się na linii magistralnej 100 Budapest – Cegléd – Szolnok – Debrecen – Nyíregyháza i obsługuje pociągi regionalne. 

## Linie kolejowe
- Linia 100 Budapest – Cegléd – Szolnok – Debrecen – Nyíregyháza